# Eucapperia
Eucapperia là một chi bướm đêm thuộc họ Pterophoridae.

## Các loài
- Eucapperia bullifera Meyrick, 1918
- Eucapperia continentalis Gielis, 2008
- Eucapperia longiductus (Gibeaux, 1992)